# Zakłady Przemysłu Drzewnego w Pionkach
Zakłady Przemysłu Drzewnego – zlikwidowane przedsiębiorstwo państwowe z siedzibą w Pionkach.

## Historia
Zakłady Przemysłu Drzewnego w Pionkach powstały w 1921 r. jako prywatne przedsięwzięcie, a w roku 1929 zostały upaństwowione. Początkowo tartak – bo tak nazywany był zakład, dostarczał około 12 tysięcy metrów sześciennych tarcicy rocznie. Aby zwiększyć produkcję i przyciągnąć ludzi do przedsiębiorstwa, w roku 1933 wybudowano osiedle mieszkaniowe, w którym zamieszkali robotnicy.
W okresie II wojny światowej tartak również istniał i cała produkcja przeznaczona była na potrzeby III Rzeszy. W tym okresie praca w tartaku trwała po 12 godzin dziennie.
Po wyzwoleniu Pionek, w lutym 1945 zakład wznowił produkcję zatrudniając około 100 osób i dostarczając na rynek 12 tysięcy metrów sześciennych tarcicy. W miarę upływu lat tartak rozbudował się, zmodernizowano park maszynowy, powstały nowe hale produkcyjne i magazyny. W latach 70. XX wieku nastąpił znaczny wzrost produkcji, został rozszerzony asortyment wyrobów i rynków zbytu. Spośród produkowanych 30 tys. metrów sześciennych tarcicy, 12 procent trafiało na eksport. Na początku lat 80. XX wieku rozpoczęto produkcję skrzynek dla spółdzielni ogrodniczych, produkując ok. pół miliona skrzynek rocznie. Ponadto rozpoczęto wyrabianie deszczułek parkietowych. Pierwsze ich partie w 1984 r. znalazły się na rynku.
Źródło.
Do transportu surowca z okalającej tartak Puszczy Kozienickiej wykorzystywano istniejącą od 1916 r. Kolej Leśną Pionki, która funkcjonowała do 1983 r., a następnie wykorzystywano transport samochodowy.
Na początku lat 90. XX wieku, zakłady zostały sprywatyzowane i funkcjonowały pod nazwami: Steffen Pionki „Zakład Przemysłu Drzewnego”, Pionki Meble spółka z o.o., Steinhoff Consult Pionki.